# 310er

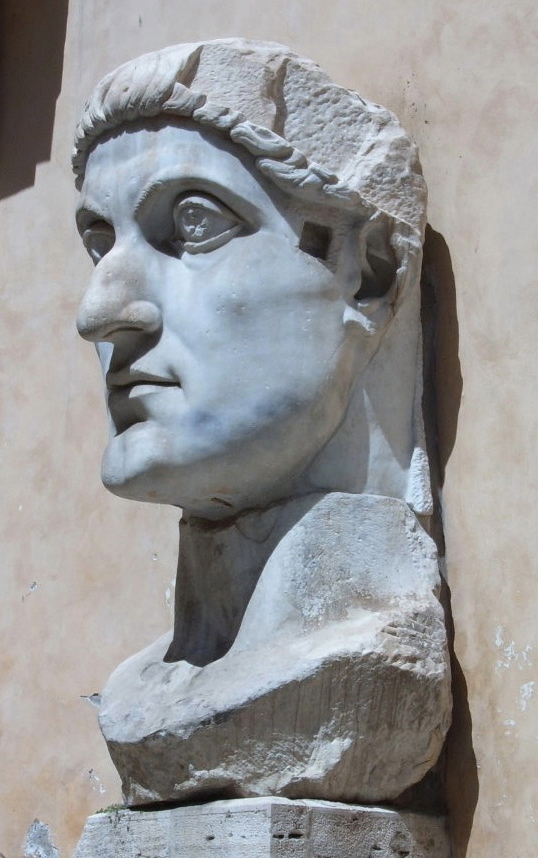
Kopf der Kolossalstatue Konstantins des Großen in den Kapitolinischen Museen in Rom

Portal Geschichte | Portal Biografien | Aktuelle Ereignisse | Jahreskalender | Tagesartikel

◄ |
3. Jh. |
4. Jahrhundert
| 5. Jh. | ►

◄ |
280er |
290er |
300er |
310er
| 320er | 330er | 340er | ►

310 |
311 |
312 |
313 |
314 |
315 |
316 |
317 |
318 |
319

## Ereignisse
- 311: Das Toleranzedikt des Galerius beendet die diokletianische Christenverfolgung.
- 312: Sieg Konstantins über Maxentius an der Milvischen Brücke. Konstantin tritt zum Christentum über, da er einer Legende zur Folge in der Nacht zuvor eine Christuserscheinung hatte.
- 313: Mit dem sogenannten Mailänder Vereinbarung wird das Christentum im Römischen Reich mit dem Heidentum gleichgestellt.